# بيرسي ألسويرث
بيرسي ألسويرث (بالإنجليزية: Percy Ellsworth)‏ هو لاعب كرة قدم أمريكية أمريكي، ولد في 19 أكتوبر 1974 في مقاطعة ساوثهامبتون في الولايات المتحدة.

## وصلات خارجية
- بيرسي ألسويرث على موقع كلية كرة السلة في سبورتس رفرنس.كوم (الإنجليزية)
- بيرسي ألسويرث على موقع مرجع كرة القدم المحترفة.كوم (الإنجليزية)